# Càncer de penis
El càncer de penis és un creixement maligne que es troba a la pell o als teixits del penis. Al voltant del 95% dels càncers del penis són carcinomes de cèl·lules escatoses. Altres tipus de càncer de penis com el carcinoma de cèl·lules de Merkel, el carcinoma de cèl·lules petites, el melanoma i els altres són generalment rars.